# Gessopalena
Gessopalena est une commune italienne de la province de Chieti dans les Abruzzes qui fait partie de la Comunità montana Aventino-Medio Sangro (intercommunalité).

## Présentation générale

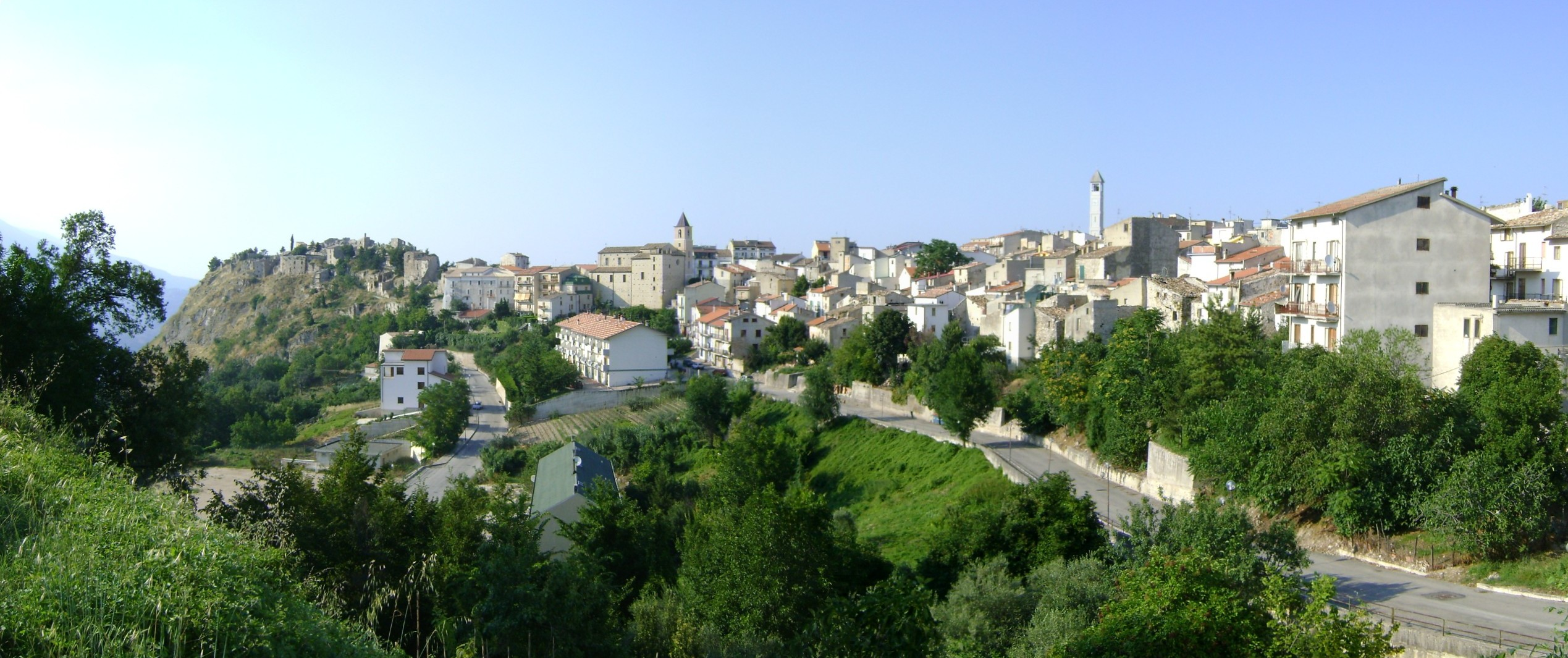

Proche de l'Adriatique, le village fait face à la Majella (ou Maiella) et le Monte Amaro qui culmine à 2793 mètres. Le centre du village est à 654 mètres d'altitude, le point culminant étant situé au Monte San Giuliano (853 mètres).
Le nom de Gessopalena dérive de la particularité de la ressource locale longtemps utilisée pour les constructions, le "gesso" (gypse ou craie en français) et de l'origine des populations pré-romaines, les "Peligni". À l'époque romaine, le toponyme du village est d'ailleurs Terræ gypsi. Le "Vieux village" ou "Paese Vecchio", détruit durant la Seconde guerre mondiale et abandonné en 1959, témoigne encore aujourd'hui de cette tradition architecturale. Gessopalena se dit "Lu Jèsse" en dialecte abruzzais et ses habitants sont les "gessani". Comme tous les Apennins et l'Italie centrale, Gessopalena a été plusieurs fois victime de tremblements de terre comme en 1705 ou encore en 1933.

## Histoire en bref
Dans l'Antiquité, cette zone géographique s'engage dans l'histoire par le biais des guerres qui opposent les samnites à Rome au IVe siècle av. J.-C.
Le village est sous domination étrangère au cours des siècles, notamment des Aragonais au Moyen-âge. Durant la période pré-unitaire et le Risorgimento, plusieurs "gessani" se sont illustrés. C'est par exemple le cas du scientifique et philanthrope Marino Turchi (1808 -1890). L'historien local Nicola Cavaliere a étudié l'engagement de ces hommes dans la marche à l'indépendance vis-à-vis des Bourbons de Naples et plus largement vers l'unification italienne.

## L'importance des traditions
Les traditions ont une très grande place dans la vie du village. Celles-ci ont été largement observées, récoltées et transmises par le médecin Gennaro Finamore (us et coutumes, chansons, expressions, et dialecte local).
Pour les Gessani, la montagne Majella (ou Maiella) demeure une montagne sacrée, la "montagna Madre".
Situé sur la route entre Gessopalena et Torricella Peligna, l'épéron rocheux la "Morgia" (827 mètres) est également un haut lieu pour les gessani. En forme de lion couché, la "Morgia" serait reliée au héros biblique Sanson. Ce dernier aurait donné naissance à cet éperon par un coup de genou qui aurait ensuite donné naissance au fleuve Aventino. La "Morgia" est aujourd'hui surmontée d'une construction en verre de l'artiste grec Costas Varotsos, visible à plusieurs dizaines de kilomètres.

## L'importance de la musique
Gessopalena a également une grande tradition musicale et sa "Banda" est la plus ancienne des Abruzzes (elle remonterait au moins au début du XVIIIe siècle). Durant les années 1930, sa renommée la porte jusqu'aux États-Unis ou elle joue notamment au Metropolitan Opera House de New-York. Le musicien "gessano" le plus célèbre reste cependant Giuseppe Persiani (1827-1889).

## Une terre d'émigration
Comme de nombreux Italiens dès la fin du XIXe siècle, nombreux sont les gessani à avoir tenté leur chance à l'étranger, notamment aux États-Unis. La « fontana [dell'Italia] » située piazza Roma, a été érigée en leur mémoire en 1921. On peut y lire cette inscription en latin : "HUNC FONTEM AMERICA PEREGRINANTES PATRIAE OBTULERUNT. De l'unification italienne aux années 1960, Gessopalena compte tout de même plus de 3 000 habitants. L'hémorragie démographique s’accélère ensuite dans les années 1960-1970, et ce malgré le « Réveil » industriel italien et local de la « Val di Sangro » (Atessa). De nombreux gessani partent alors travailler en Suisse, en France, en Australie ou encore au Canada.

## La Seconde Guerre mondiale
Durant la Seconde Guerre mondiale, le village est le lieu d'un massacre perpétré par les troupes allemandes sur des civils. Le 21 janvier 1944 au petit matin, 42 personnes, femmes, vieillards et enfants, sont massacrés et passés sous les armes par les troupes alpines allemandes à Sant'Agata. Gessopalena est depuis peu l'un des lieux de recrutement d'un mouvement de Résistance, la Brigata Maiella, qui comptera plus de mille hommes. Dirigée par le commandant Ettore Troilo de Torricella-Peligna et son second, Domenico Troilo (1922-2007) de Gessopalena, ce mouvement est le seul à suivre la VIIIe Armée alliée hors de ses terres d'origine et à participer à la libération de la péninsule.

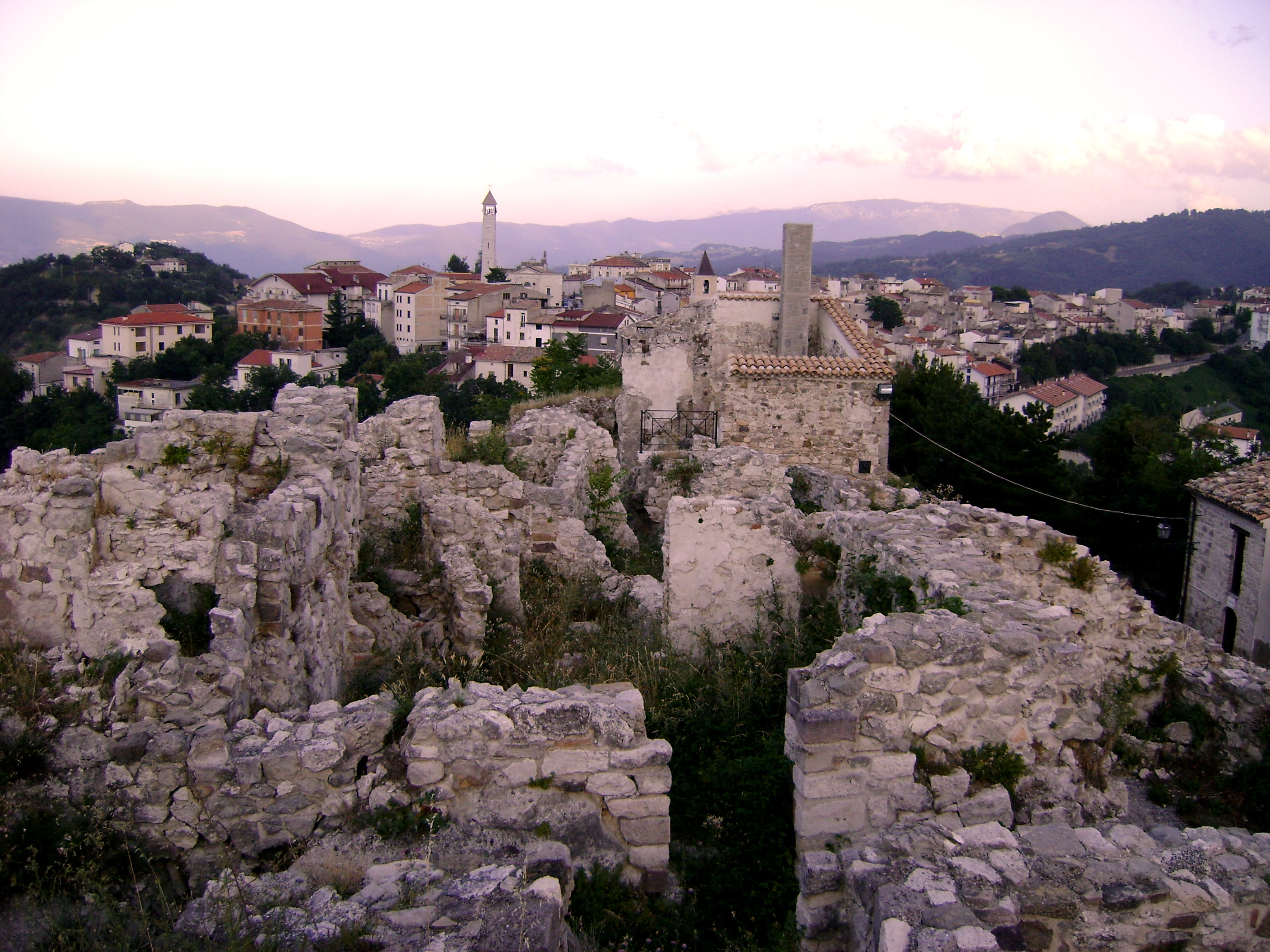
vue depuis le "Paese vecchio"

La Brigata Maiella qui s'est illustrée jusque-là au combat, entre la première dans Milan. L'histoire de ces partisans demeure encore vivace dans la mémoire collective des Gessani, le parallèle avec le mythe garibaldien n'étant sans doute pas loin (expédition des Mille). Pour l'ensemble des événements tragiques et héroïques traversés par le village durant le conflit, l’État italien a décerné à Gessopalena la médaille d'or au mérite civil.

## Administration
| Période                                  | Période  | Identité        | Étiquette                               | Qualité |
| ---------------------------------------- | -------- | --------------- | --------------------------------------- | ------- |
| 2014                                     | En cours | Andrea Lannutti | "Lista civica Gessopalena in Movimento" | Maire   |
| Les données manquantes sont à compléter. |          |                 |                                         |         |

### Hameaux
Castellana, Coccioli, Colle Mazzetta, Macchie, Piano Mazzetta, Pincianesi, San Biagio Silvilini, Valloni Cucco, Rossi, Riguardata, Monte San Giuliano, Calderali, Pastini, Piane Vicenne.

### Communes limitrophes
Casoli, Civitella Messer Raimondo, Lama dei Peligni, Roccascalegna, Torricella Peligna